# Sloanea faginea
Sloanea faginea är en tvåhjärtbladig växtart som beskrevs av Paul Carpenter Standley. Sloanea faginea ingår i släktet Sloanea och familjen Elaeocarpaceae. Inga underarter finns listade i Catalogue of Life.